# Tsubasa Yoshihira
Tsubasa Yoshihira (吉平 翼 Yoshihira Tsubasa?, Oita, Oita, 5 de enero de 1998)es un futbolista japonés que juega como delantero en el Kataller Toyama de la J3 League.

## Trayectoria

### Clubes
| Club                     | País  | Año       |
| ------------------------ | ----- | --------- |
| Oita Trinita             | Japón | 2015-2019 |
| Blaublitz Akita (cedido) | Japón | 2018      |
| Fujieda MYFC (cedido)    | Japón | 2019      |
| Fujieda MYFC             | Japón | 2020      |
| Kataller Toyama          | Japón | 2021-     |